# Vuurtoren van Delfzijl (1949)
De tweede vuurtoren van Delfzijl is gebouwd in 1949 op een van de kelders van de eerste vuurtoren uit 1888, die in 1940 verloren was gegaan.
De toren werd pas na de Tweede Wereldoorlog operationeel door het ontbreken van onder meer de optische apparatuur. De vierkante toren is 9,5 meter hoog. Op de andere kelder werd een woning opgetrokken. Deze toren had een rood-wit-groen sectorlicht en is in 1981 afgebroken in verband met het uitbreiden van de haven van Delfzijl.